# Mitthyridium perundulatum
Mitthyridium perundulatum är en bladmossart som beskrevs av H. Robinson 1975. Mitthyridium perundulatum ingår i släktet Mitthyridium och familjen Calymperaceae. Inga underarter finns listade i Catalogue of Life.